# Elyces
Elyces is een geslacht van kevers uit de familie bladkevers (Chrysomelidae).
De wetenschappelijke naam van het geslacht werd in 1888 gepubliceerd door Martin Jacoby.

## Soorten
- Elyces georgia (Bechyne, 1956)
- Elyces nigripennis Jacoby, 1888
- Elyces nigromaculatus Jacoby, 1888
- Elyces obscurovittatus Jacoby, 1888
- Elyces quadrimaculatus Jacoby, 1888
- Elyces rosenbergi Bowditch, 1923
- Elyces subglabrata (Jacoby, 1887)